# In the Wee Small Hours
In the Wee Small Hours (с англ. — «В короткие часы») — девятый студийный альбом американского певца Фрэнка Синатры. Пластинка была издана в апреле 1955 года на лейбле Capitol. Продюсером выступил Войл Гилмор, а аранжировки были созданы музыкантом Нельсоном Риддлом. Все песни на альбоме касаются определённых тем, таких как, одиночество, самоанализ, потерянная любовь, неудачные отношения, депрессия и ночная жизнь; в результате, In the Wee Small Hours был назван одним из первых концептуальных альбомов.
In the Wee Small Hours был издан на двух десятидюймовых грампластинках, а также на одной двенадцатидюймовой пластинке, что сделало его одним из первых поп-альбомов, изданных на таком носителе. Диск также был издан в формате четырёх 45-rpm грампластинок с четырьмя песнями на каждой, продаваемых в конвертах с той же обложкой, что и на десятидюймовых грампластинках, а не в бумажных, как 45-rpm синглы.
Альбом был коммерчески успешным, дебютировав со второй позиции в чарте Billboard 200, что являлось лучшим результатом Синатры с 1947 года, когда был выпущен альбом Songs by Sinatra. В 2002 году альбом был сертифицирован как золотой в Соединённых Штатах, а общие продажи составили 500 000. В 2012 году издание Rolling Stone расположило альбом на 101 позиции в списке «500 величайших альбомов всех времён».

## Реакция критиков
| Оценки критиков | Оценки критиков |
| Источник        | Оценка          |
| --------------- | --------------- |
| AllMusic        | [ 5 ]           |
| Rolling Stone   | [ 6 ]           |

## Список композиций
Все композиции спродюсированы Войлом Гилмором.
| №  | Название                                | Автор(ы)                                  | Длительность |
| -- | --------------------------------------- | ----------------------------------------- | ------------ |
| 1. | «In the Wee Small Hours of the Morning» | Боб Хиллиард, Дэвид Манн                  | 3:00         |
| 2. | «Mood Indigo»                           | Барни Бигард, Дюк Эллингтон, Ирвинг Миллс | 3:30         |
| 3. | «Glad to Be Unhappy»                    | Ричард Роджерс, Лоренц Харт               | 2:35         |
| 4. | «I Get Along Without You Very Well»     | Хоги Кармайкл                             | 3:42         |
| 5. | «Deep in a Dream»                       | Эдди ДеЛанж, Джимми Уан Хеусен            | 2:49         |
| 6. | «I See Your Face Before Me»             | Ховард Диц, Артур Шварц                   | 3:24         |
| 7. | «Can't We Be Friends?»                  | Джеймс Варбург, Кей Свифт                 | 2:48         |
| 8. | «When Your Lover Has Gone»              | Эйнар Аарон Суон                          | 3:10         |

| №   | Название                          | Автор(ы)                                          | Длительность |
| --- | --------------------------------- | ------------------------------------------------- | ------------ |
| 9.  | «What Is This Thing Called Love?» | Коул Портер                                       | 2:35         |
| 10. | ««Last Night When We Were Young»» | Гарольд Арлен, Эдгар Харбург                      | 3:17         |
| 11. | «I’ll Be Around»                  | Алек Уайлдр                                       | 2:59         |
| 12. | «Ill Wind»                        | Арлен, Тед Колер                                  | 3:46         |
| 13. | «It Never Entered My Mind»        | Роджерс, Харт                                     | 2:42         |
| 14. | «Dancing on the Ceiling»          | Роджерс, Харт                                     | 2:57         |
| 15. | «I’ll Never Be the Same»          | Ганс Хан, Мэтти Малнек, Фрэнк Сигнорелли          | 3:05         |
| 16. | «This Love of Mine»               | Сол Паркер, Генри Сэникола-младший, Фрэнк Синатра | 3:33         |

| №   | Название                      | Автор(ы)                   | Длительность |
| --- | ----------------------------- | -------------------------- | ------------ |
| 17. | «Three Coins in the Fountain» | Джуль Стайн, Сэмми Кан     | 3:08         |
| 18. | «Young at Heart»              | Джонни Ричардс, Кэролин Ли | 2:55         |

## Участники записи
| - Фрэнк Синатра — вокал, автор - Нельсон Риддл — аранжировщик, дирижёр - Войл Гилмор — продюсер - Джон Палладино — звукорежиссёр - Виктор Бэй, Александр Беллер, Гарри Блюстоун, Натан Росс, Миша Расселл, Пол Щур, Феликс Слаткин, Маршалл Соссон — скрипка | - Джеймс Аркатов, Сай Бернард, Арманд Капроуфф, Рэй Крэмер, Эдгар Ластгартен, Курт Рэхер, Джозеф Саксон, Элеонор Эллер — виолончель - Джон Кейв, Винсент ДеРоза, Джозеф Игер, Ричард Перисси — французские духовые - Артур Глегхорн, Луэлла Ховард, Джульс Кинслер, Джордж Пуул — флейта | - Билл Миллер — фортепиано - Джордж Ван Ипс — семиструнная гитара - Фил Стивенс — бас - Лу Сингер, Элвин Столлер — ударные - Кэтрин Джули — арфа - Пинутс Хукко — кларнет - Пол Смит — челеста |